# Granoturris presleyi
Granoturris presleyi är en snäckart som beskrevs av Israel Lyons 1972. Granoturris presleyi ingår i släktet Granoturris och familjen kägelsnäckor. Inga underarter finns listade i Catalogue of Life.